# Зорі типу T Тельця

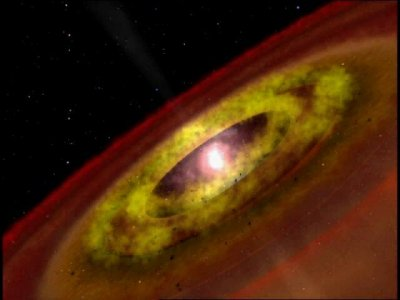
Малюнок зорі типу T Тельця (уявлення художника)

Зорі типу T Тельця (англ. T Tauri stars, скорочено TTS) — це клас змінних зір, названих за їхнім прототипом — зорею T Тельця. Зазвичай, їх знаходять неподалік молекулярних хмар і вирізняють за змінністю та потужними хромосферними лініями. Зорі типу T Тельця перебувають на стадії до головної послідовності й наближаються до неї вздовж треків Хаяші (співвідношення між світністю та температурою, якому задовольняють новоутворені зорі з масою менше 3-х мас Сонця). Перехід на головну послідовність завершується, коли у зорі з масою до 0,5 мас Сонця утворюється зона променистого переносу або (у зір з більшою масою) коли починається ядерний синтез протон-протонного циклу[джерело?].

## Характеристики
Зорі типу Т Тельця є наймолодшими видимими зорями з масою від 0,07 до 3-х сонячних мас спектральних класів F, G, K, M. Температура їх поверхні близька до температури зір головної послідовності з такою ж масою, однак вони мають значно більшу світність, оскільки їх радіуси більші. Температура в їх ядрах ще занизька для початку водневого циклу. Вони світяться за рахунок вивільнення гравітаційної енергії внаслідок стискання із наближенням до головної послідовності, якої вони досягають приблизно за 100 мільйонів років. Як правило, такі зорі обертаються з періодом від одного до 12 днів (для прикладу, період обертання Сонця — 1 місяць) і дуже активні та змінні.
Існують певні докази наявності на них великих плям, крім того, вони потужно випромінюють у рентгенівському та радіо- діапазонах (приблизно в 1000 сильніше за Сонце). Багато з них мають надзвичайно потужний зоряний вітер. Іншою причиною їх змінності можуть були конденсації речовини (протопланети та планетозималі) у диску, який оточує зорю.

Викид пухиря гарячого газу з XZ Тельця, подвійної системи зір типу Т Тельця. Масштаб події значно перевищує розмір усієї Сонячної системи.

У їх спектрі більша кількість літію, ніж на Сонці та інших зорях головної послідовності, оскільки літій спалюється лише за температури більше 2,5 млн. K. Дослідження кількості літію у 53-х зорях типу Т Тельця показало, що літієве виродження добре корелює з розміром, що може свідчити про «спалювання літію» під час високо-конвективних та нестабільних стадій наприкінці періоду перед головною послідовністю, однак гравітаційне стискання є головним джерелом енергії для цих зір. Реакції горіння літію:
| p    | + | 63Li | → | 74Be   |           |                |
| 74Be | + | e−   | → | 73Li   | + ν       |                |
| p    | + | 73Li | → | 84Be   |           | (нестабільний) |
|      |   | 84Be | → | 2 42He | + енергія |                |

Така реакція не розпочинається в зорях з масою менше 60-ти мас Юпітера. Швидкість вигорання літію може застосовуватись для обчислення віку зір.
Більшість відкритих зір типу Т Тельця входять до подвійних систем. На різних стадіях свого існування, їх називають молодими зоряними об'єктами.

## Протопланети

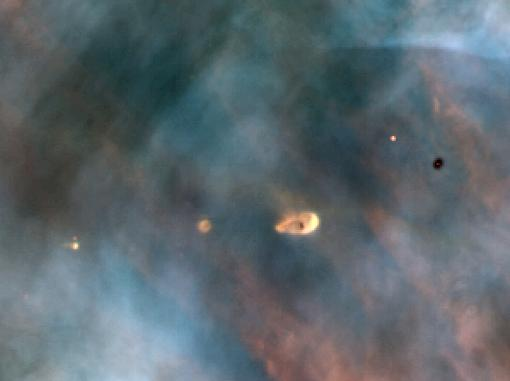
Протопланетні диски в туманності Оріона

Близько половини відкритих зір типу Т Тельця мають навколозоряні диски, що додатково вказує на їх молодий вік, адже вважається, що такі диски зникають десь протягом 10 млн років. Під час спостережень навколозоряних дисків відзначено поступове ущільнення речовини та висунуто припущення, що вони є протопланетними дисками. Вважається, що активне магнітне поле, потужний зоряний вітер та альвенівські хвилі є способами передачі момент імпульсу від зорі до протопланетного диску.
Приклади планет, відкритих довкола зір типу Т Тельця:
- HD 106906 b[4] довкола зорі спектрального класу F
- 1RXS J160929.1−210524 довкола зорі спектрального класу K
- Глізе 674 b[5] довкола зорі спектрального класу M

## Аналоги з більшою масою
Аналоги зір типу Т Тельця з більшою масою (2—8 M☉) — зорі до головної послідовності спектральних класів A та B, називають Ae/Be зорі Хербіга. 
Ще масивніші зорі (більше 8 мас Сонця) на стадії до головної послідовності не спостерігаються, оскільки вони еволюціонують дуже швидко: ядерні реакції протон-протонного циклу в них розпочинаються ще до того, як вони скидають навколозоряну газо-пилову туманність і стають видимими. На час появи з «кокона» вони вже перебувають на головній послідовності.